# Международный фестиваль случайных фильмов
Международный фестиваль случайных фильмов (англ. International Random Film Festival) — кинофестиваль, посвящённый случайности в кинематографе. Из представленных работ каждый год отбираются 25 фильмов для участия в конкурсе. Фестиваль проводится ежегодно в случайно выбранном месте и в случайную дату, а статьи выбираются с помощью кнопки «Случайная страница» в Википедии и онлайн-генератора чисел. Награды выдаются случайным образом. В 2012 году фестиваль был включен CNN Travel в список «10 самых странных кинофестивалей мира».

## История
Концепция фестиваля была придумана кинорежиссёром из Финляндии Ханналиной Хауру и медиахудожником из Австрии Синесой Элишка в качестве критики всемирной сети фестивалей короткометражных фильмов. Основатели решили создать кинофестиваль, который даёт равные возможности всем кинематографистам показывать свои фильмы на международном уровне. Теоретической основой является деконструкция концепции конкуренции по качеству фильмов.
Первый раз, в 2010 году, фестиваль продвигался только в группе в Facebook. Сайт фестиваля работает с апреля 2011 года.

## Место проведения
- Визенштейг, Германия, февраль 2010 года[6][7]
- Бур-Запильски, Польша, июль 2011 года[5][6][7][8][9]
- Ания, Эстония, март 2012 года[2][6][7]
- Гарпенберг, Швеция, декабрь 2013 года (премьера в Театре саг (швед. Sagateatern) в Хедеморе)[6][10]
- Гдыня, Польша, ноябрь 2014 года[6]
- Хельсинки, Финляндия, май 2017 года[1] (замена первоначально выбранного места проведения в Эль-Хуфуфе, Саудовская Аравия)[6]

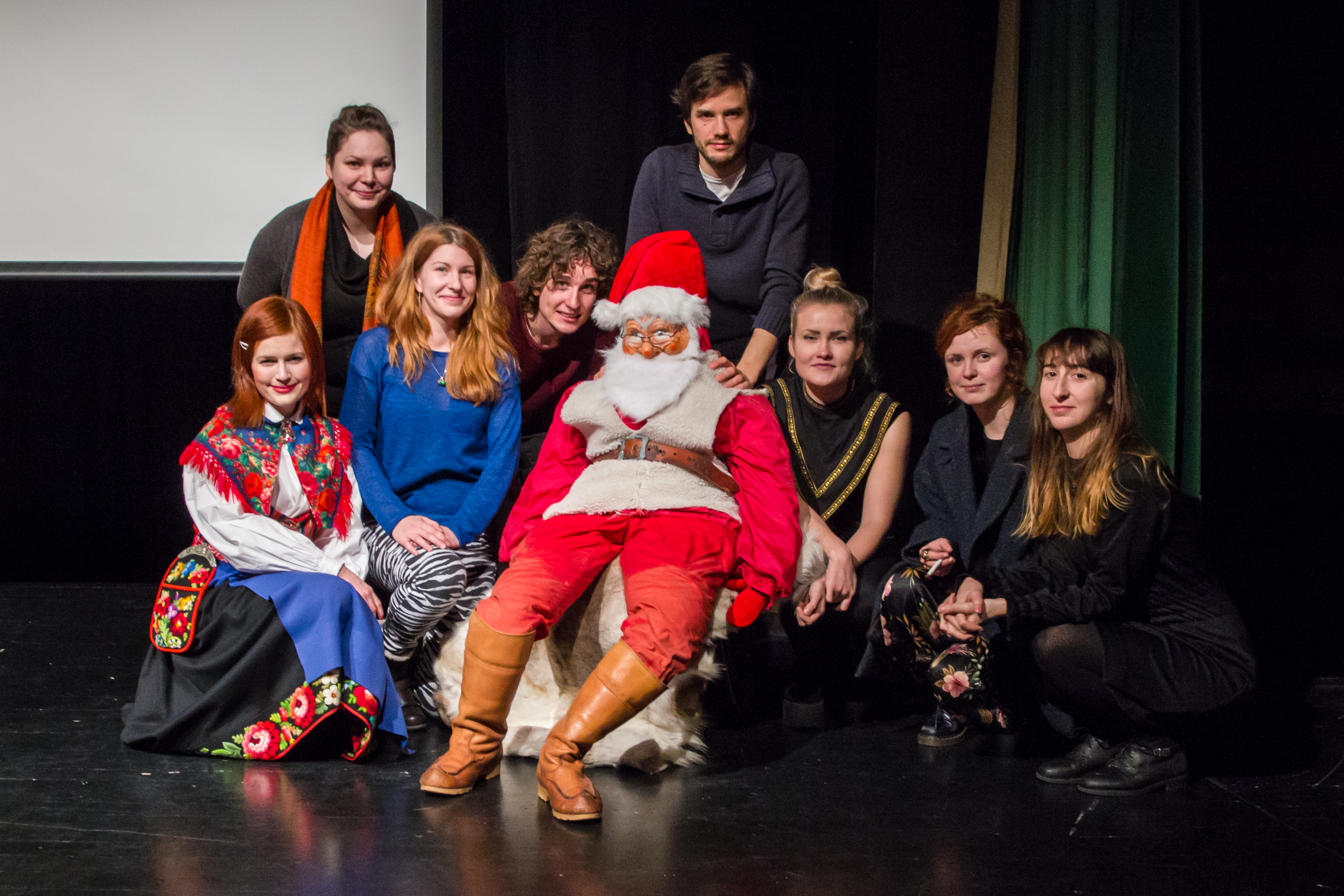
Организаторы фестиваля 2013 года
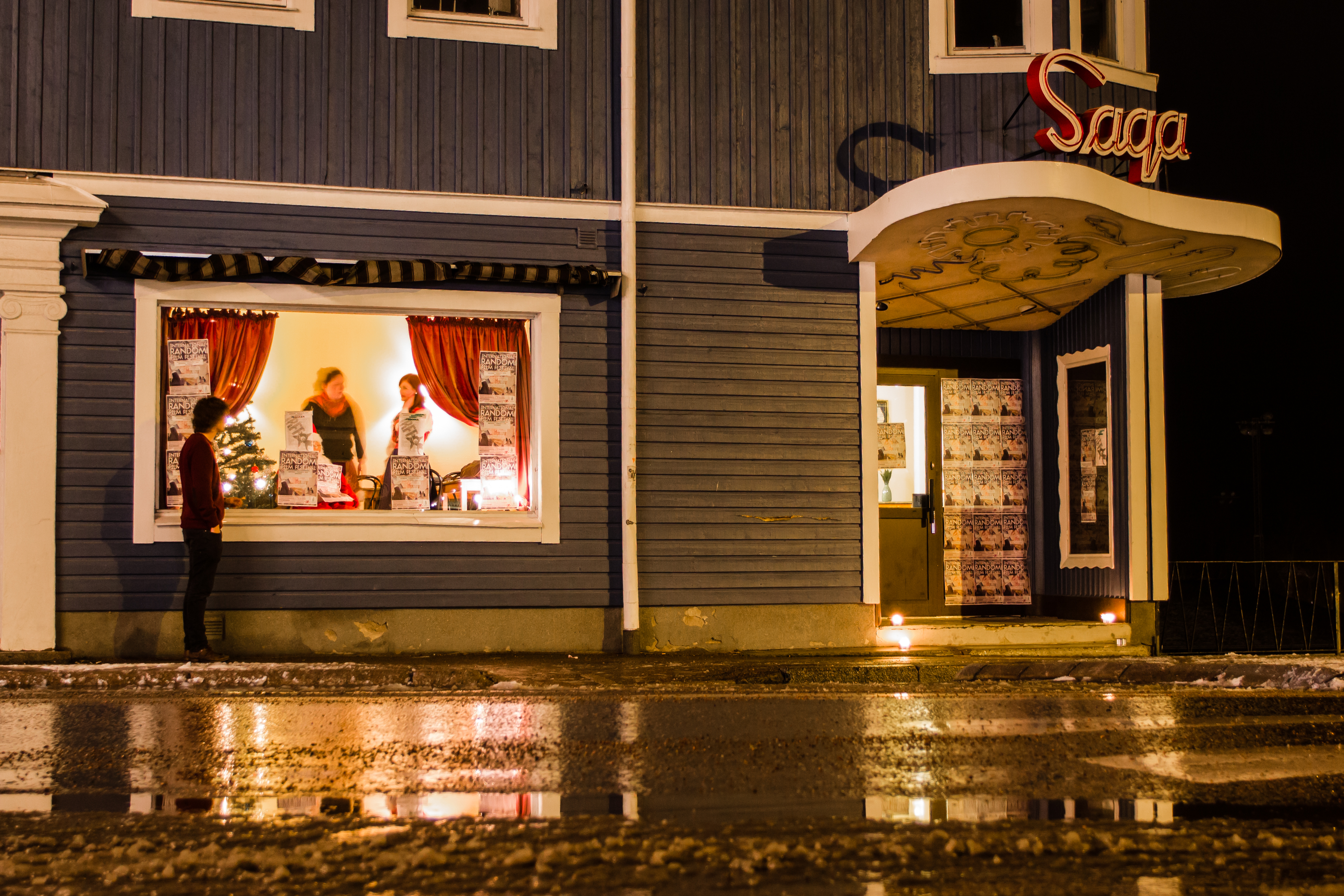
Вход на премьеру фестиваля
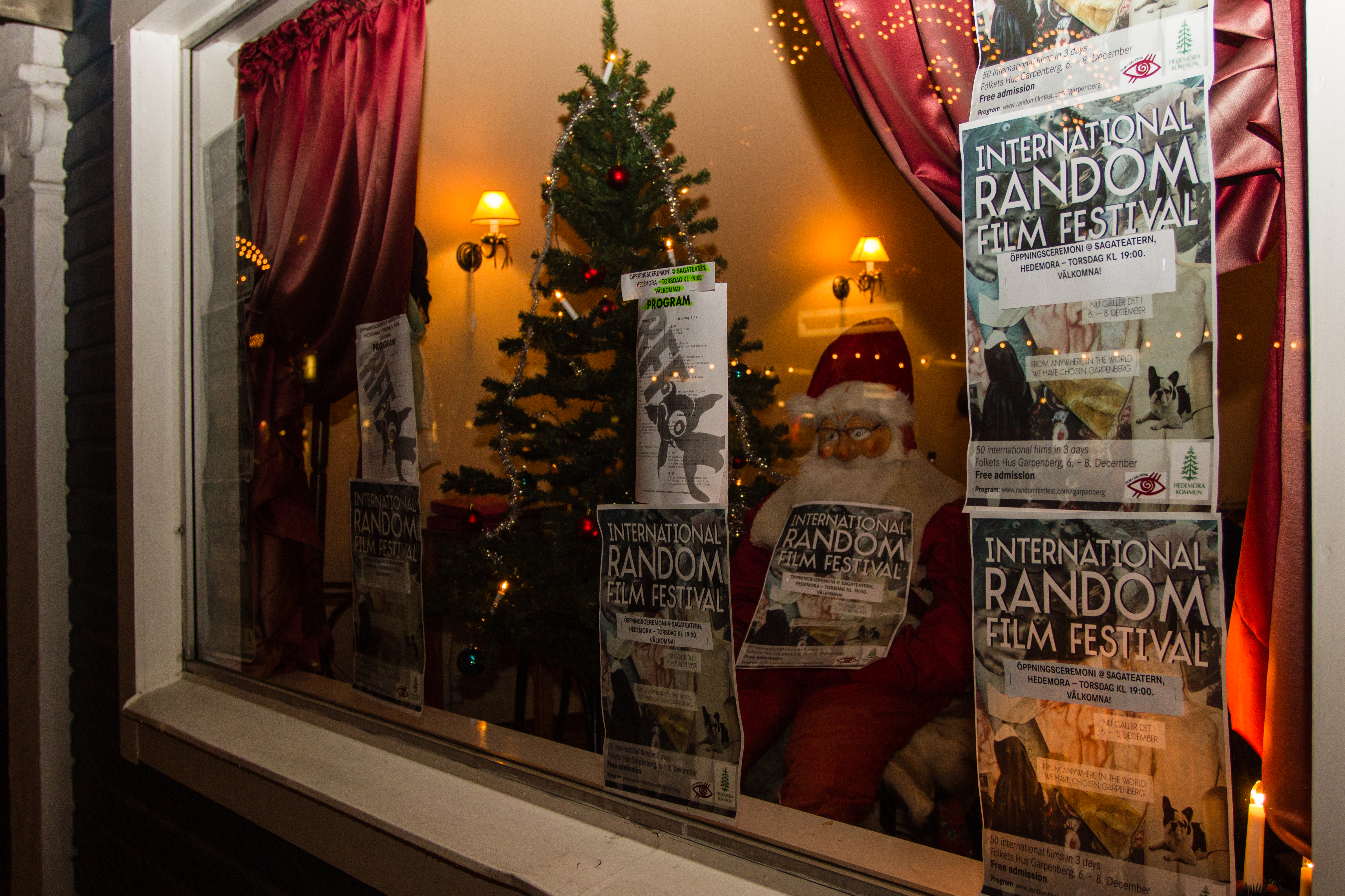
Витрина во время открытия фестиваля